# زن پادشاه (مجموعه تلویزیونی)
زن پادشاه (انگلیسی: The King's Woman) یک مجموعهٔ تلویزیونی چینی در سال ۲۰۱۷ است که دلربا دلمراد و وین ژانگ در آن نقش‌آفرینی کرده‌اند. این سریال از رمان افسانه شین: داستان لی جی (秦时明 月 之 丽姬 传) اقتباس شده‌است. این مجموعهٔ از ۱۴ اوت تا ۴ اکتبر ۲۰۱۷ دوشنبه تا چهارشنبه از تلویزیون ژجیانگ پخش می‌شد.

## خلاصهٔ داستان
گونگسون لی نوه و شاگرد فرماندهٔ نظامی گونگسون یون است. وقتی جوان بود، یینگ‌ژنگ را ملاقات کرد و نجات داد، یینگ‌ژنگ در  همان نگاه اول عاشق او شد.
هنگامی که گونگسون لی توسط نیروهای چین مورد حمله قرار گرفت، جینگ کی، معشوقه و دوست دوران کودکی گونگسون لی، هنگام محافظت از او مسموم شد. گونگسون لی به منظور دستیابی به پادزهر برای جینگ کی، با یینگ‌ژنگ ازدواج کرد.
با این حال، یینگ‌ژنگ دریافت که گونگسون لی قبلا با جینگ کی رابطه داشته و متوجه شد که از او باردار است. یینگ‌ژنگ تصمیم می‌گیرد حقیقت را برای نجات گونگسون لی مخفی کند و با کودک او (تیان‌مینگ) همانند فرزند خود رفتار کند. گونگسون لی به شدت از اقدامات یینگ‌ژنگ تحت تأثیر قرار می‌گیرد. در همان زمان، هان شن (ارشد گونگسون لی و ارشد جینگ کی) برای نجات گونگسون لی وارد قصر شد و در قصر به عنوان نگهبان امپراتوری ماند. بعد از مدت‌ها، گونگسون لی با جنبه مهربانانه و کمتر شناخته شده یینگ‌ژنگ آشنا می‌شود و قلب خود را به روی او می‌گشاید.
گونگسون لی در مواجهه با حرمسرای سلطنتی، توطئه صیغه‌ها و طبیعت بی‌رحم یینگ‌ژنگ از عقل، هوش و مهربانی خود برای جلب محبت و احترام همگان استفاده می‌کند.
با این حال، جینگ کی سعی می‌کند گونگسون لی و فرزندش را از قصر چین آزاد کند. او سعی می‌کند ینگ‌ژنگ را ترور کند، اما نقشه شکست میخورد و او به طرز فجیعی به قتل می‌رسد. گونگسون لی که شاهد قتل معشوق سابق خود است با میل خود اجازه می‌دهد با شمشیر یینگ‌ژنگ بمیرد. یینگ‌ژنگ از این اتفاق بسیار ناراحت می‌شود و مشاعر خود را از دست می‌دهد.

## چهره‌های اصلی
- دلربا دلمراد در نقش گونگسون لی

زنی مهربان و دلسوز که عاشق جینگ کی بود. پس از مسمومیت او، خود را تسلیم پادشاه می‌کند تا هزینه درمان را پرداخت کند. او به زودی خود را عاشق یینگ‌ژنگ می‌بیند و حاضر است برای او هر کاری انجام دهد. او تمایل دارد دیگران را مقدم بر خود قرار دهد و اهمیتی نمی‌دهد که خود آسیب ببیند. او زن مورد علاقهٔ یینگ‌ژنگ، جینگ کی و هان شن است. او همچنین دارای فرزندی از جینگ کی به نام تیان‌مینگ است.
- وین ژانگ در نقش یینگ‌ژنگ

پادشاه ایالت چین که قصد دارد امپراتوری چین را متحد کند. در کودکی عاشق گونگسون لی شد، زیرا او یکی از اولین افرادی بود که به او دلسوزی نشان داد. سالها بعد، با او برخورد می‌کند و او را به عنوان دختری که او را نجات داده است، می‌شناسد. او از قدرتش برای به دست آوردن گونگسون لی استفاده می‌کند تا او را  مجبور کند که همسرش شود. او به خاطر خلق و خوی غیرقابل پیش بینی شهرت دارد و همه در دربارش از او می‌ترسند. او دو پسر دارد: فوسو، پسر بیولوژیکی‌اش و تیان‌مینگ، پسر گونگسون لی.
- لی تای در نقش هان شن

ارشد گونگسون لی و جینگ کی، او عاشق گونگسون لی است و حاضر است با جان خود از او محافظت کند. وقتی لی برای اولین بار وارد قصر شد، هان شن او را دنبال کرد و برای محافظت از او به یک نگهبان امپراتوری تبدیل شد. او به عنوان یک رزمی کار ماهر و استاد شمشیرزن شناخته می‌شود.
- چانگ لیو در نقش جینگ کی

دومین شاگرد گونگسون یون، ارشد گونگسون لی و شاگرد هان شن. او عاشق گونگسون لی است و رابطه خاصی با جی لان دارد. او در شمشیرزنی به سبک قو مهارت دارد، یک تکنیک کشندهٔ شمشیرزنی که از استادش آموخته است. او قصد داشت یینگ‌ژنگ را ترور کند، اما در نهایت موفق نشد.
- ژانگ ژوان در نقش جی لان

او دوست نزدیک جینگ کی و گونگسون لی و دختر استاد شمشیرزن ماهر جی نای است. او عاشق جینگ کی است، اما احساساتش را حفظ می‌کند زیرا می‌داند که جینگ کی هرگز او را دوست نخواهد داشت. او مهربان و با قلبی شکننده است و اغلب دیگران را بر خود مقدم می‌دارد.